# Принц од Грао-Пара
Принц од Грао-Пара, порт. Príncipe do Grão-Pará,је била титула додељена најстаријем сину царског принца Бразила . Носилац титуле је био други у низу наследства на престолу Бразилског царства, после царског принца.
Једини носилац титуле по уставу био је принц Педро де Алкантара од Орлеанс-Брагансе, који је био најстарији син Изабел, царске принцезе од Бразила, и унук цара Педра II. Носио је ту титулу од свог рођења 1875. до укидања бразилске монархије 1889. године.
Једини познати документовани и званични изузетак била је принцеза Марија да Глорија, коју је њен отац, Педро I од Бразила, створио за принцезу од Грао-Пара, након рођења његовог наследника, принца Империјала Педра (касније Педра II). Користила је ту титулу у својству друге у низу наследства на бразилском престолу од децембра 1825. до априла 1826. године, све док њен отац није абдицирао са трона Португала у њену корист, а она је постала краљица Марија II.
Међутим, након пада монархије, породица је задржала коришћење својих права.  Године 1909. рођен је принц Педро Хенрикуе од Орлеанс-Браганза, син принца Луиса, прозваног Принц Царски од Бразила, и стога је носио титулу Принц од Грао-Пара до смрти свог оца 1920. године, поставши принц Царски. Тренутно ту титулу носи принц Рафаел од Орлеана и Брагансе

## Списак принчева од Грао-Пара
| Слика | Име                        | Животни век                        | Мандат                              | Родитељи                                                              |
| ----- | -------------------------- | ---------------------------------- | ----------------------------------- | --------------------------------------------------------------------- |
|       | принцеза Марија да Глорија | 4. април 1819 — 15. новембар 1853  | 2. децембар 1825 — 2. мај 1826      | Педро И од Бразила </br> Марија Леополдина од Аустрије                |
|       | Принц Педро де Алкантара   | 15. октобар 1875 — 29. јануар 1940 | 15. октобар 1875 — 5. децембар 1891 | Изабел, принцеза од Бразила </br> Принц Гастон од Орлеана, гроф од Еу |

### Постмонархија
| Слика | Име                 | Животни век                      | Мандат                             | Родитељи                                                                                |
| ----- | ------------------- | -------------------------------- | ---------------------------------- | --------------------------------------------------------------------------------------- |
|       | Принц Педро Хенрике | 13. септембар 1909 — 5. јул 1981 | 13. септембар 1909 — 26. март 1920 | Принц Луис од Орлеанс-Браганце </br> Принцеза Марија ди Грација од Бурбона-Две Сицилије |
|       | принц Рафаел        | 24. април 1986. — живи           | 15. јул 2022 — данас               | Принц Антонио од Орлеанс-Браганза </br> принцеза Кристина од Лиња                       |